# Igeltjärnen (Skogs socken, Hälsingland, 678269-155265)
Igeltjärnen är en sjö i Söderhamns kommun i Hälsingland och ingår i Skärjåns huvudavrinningsområde.